# Wireless Festival

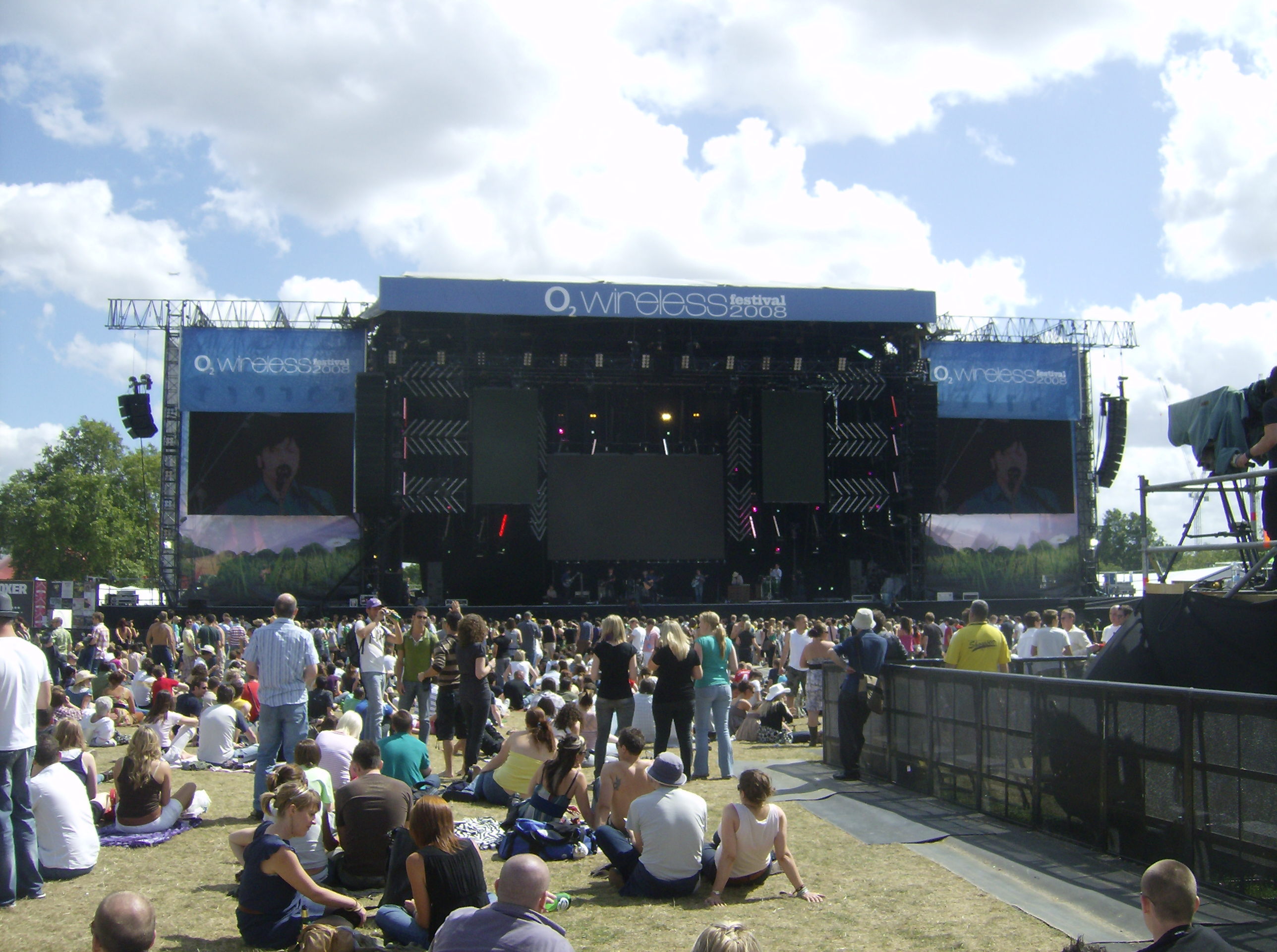
Hauptbühne, Wireless Festival im Hyde Park, London, 2008

Das Wireless Festival ist ein Musikfestival, welches jährlich im Finsbury Park in London stattfindet. Im Jahre 2006 und 2007 fand das Festival am Harewood House in Leeds statt. Das Festival existiert seit 2005 und hat jedes Jahr ca. 60.000 Besucher. Das Festival findet über einen Zeitraum von drei Tagen statt. Das Festival wurde zwischen 2005 und 2008 vom Telekommunikationsunternehmen O2 gesponsert. Seit 2008 tritt Barclays als Hauptsponsor auf. Das Festival wird auf insgesamt vier Bühnen ausgetragen.

## Geschichte

### 2005
Das erste Festival wurde im Juni 2005 im Hyde Park veranstaltet. Eine Karte für einen Festivaltag kostete umgerechnet 43 €. Als Headliner traten New Order, Basement Jaxx, Keane und Kasabian auf.
| Line-up                                                                                | | |                                                                                     |
| Freitag                                                                                | Samstag | Mittwoch                                                                                           | Donnerstag                                                                          |
| New Order Moby Hard-Fi The Bravery Graham Coxon The Dresden Dolls The Dears Rilo Kiley | Basement Jaxx M.I.A. LCD Soundsystem Death in Vegas Lady Sovereign Killa Kela Mylo Roots Manuva Stereo MCs | Keane Echo & the Bunnymen Supergrass James Blunt Brendan Benson Rufus Wainwright Martha Wainwright | Kasabian Editors The Rakes The Others Ladytron, Soulwax Peter Doherty JJ72 Cut Copy |

### 2006
Im Jahre 2006 wurde das Festival an zwei Veranstaltungsorten ausgetragen. Im Hyde Park wurde vom 21. bis zum 25. Juni gespielt, während am Harewood House vom 24. bis zum 25. Juni Bands auftraten. Karten waren ab 35 € erhältlich.

### 2007
Auch 2007 wurde das Festival an zwei Veranstaltungsorten ausgetragen. Im Hyde Park wurde vom 14. bis zum 17. Juni gespielt, während am Harewood House vom 15. bis zum 17. Juni Bands auftraten. Diesmal konnten Karten auch für mehrere Tage gekauft werden. Eine Tageskarte kostete 49 €. Zudem gab es zum ersten Mal Camping-Möglichkeiten. Gäste konnten für 27 € das ganze Festival auf dem Gelände des Harewood Houses campen.

### 2008
Im Jahre 2008 stellte der Hyde Park den einzigen Veranstaltungsort dar. Gleichzeitig war es das letzte Festival, welches von O2 gesponsert wurde. Das Festival fand vom 3. bis zum 6. Juli statt.

### 2017
Vom 24. bis 25. Juni 2017 fand das Wireless Festival erstmals in Deutschland in der Commerzbank-Arena, Frankfurt statt. Headliner waren Justin Bieber und The Weeknd. Weitere Acts waren Marteria, Beginner, Freundeskreis, Rag ’n’ Bone Man, Sean Paul, Jess Glynne und Dat Adam.